# Ryan Leonard (hockey sur glace)
Pour les articles homonymes, voir Ryan Leonard et Leonard.
Ryan Leonard (né le 21 janvier 2005 à Amherst, dans l'État du Massachusetts aux États-Unis) est un joueur américain de hockey sur glace. Il évolue à la position d'attaquant.

## Biographie

### Carrière junior
Ryan rejoint le Programme nationale de développement américain en 2021. Lors de sa première saison, il inscrit un total de 58 en 95 matchs, toutes ligues confondues. Durant la deuxième saison, il réalise 114 points en 74 rencontres.
En prévision du repêchage de 2023, la centrale de recrutement de la LNH le classe au 5e rang des espoirs nord-américain chez les patineurs. Il est sélectionné en 8e position par les Capitals de Washington.

### En équipe nationale
Ryan représente sa nation lors du Championnat du monde moins de 18 ans en 2022. Il s'incinne en finale face à la Suède, remportant la médaille d'argent.
L'année suivante, il participe à nouveau au Championnat du monde moins de 18 ans. Les américains obtiennent leur revanche sur la Suède et remportent l'or.

## Statistiques

### En club
| Saison    | Équipe                   | Ligue       |    | Saison régulière | Saison régulière | Saison régulière | Saison régulière | Saison régulière |   | Séries éliminatoires | Séries éliminatoires | Séries éliminatoires | Séries éliminatoires | Séries éliminatoires |
| Saison    | Équipe                   | Ligue       | PJ | B                | A                | Pts              | Pun              | PJ               | B | A                    | Pts                  | Pun                  |                      |                      |
| 2021-2022 | USNTDP Juniors           | USHL        | 33 | 10               | 5                | 15               | 22               | -                | - | -                    | -                    | -                    |                      |                      |
| 2021-2022 | USNTDP U17               | USDP        | 26 | 10               | 10               | 20               | 43               | -                | - | -                    | -                    | -                    |                      |                      |
| 2021-2022 | USNTDP U18               | USDP        | 36 | 16               | 7                | 23               | 22               | -                | - | -                    | -                    | -                    |                      |                      |
| 2022-2023 | USNTDP Juniors           | USHL        | 17 | 11               | 9                | 20               | 18               | -                | - | -                    | -                    | -                    |                      |                      |
| 2022-2023 | USNTDP U18               | USDP        | 57 | 51               | 43               | 94               | 46               | -                | - | -                    | -                    | -                    |                      |                      |
| 2023-2024 | Eagles de Boston College | Hockey East | 41 | 31               | 29               | 60               | 38               | -                | - | -                    | -                    | -                    |                      |                      |

### En équipe nationale
| Année | Équipe            | Compétition                  |   | PJ | B | A  | Pts | Pun | +/-               |  | Résultat |
| 2022  | États-Unis U18    | Championnat du monde -18 ans | 6 | 5  | 2 | 6  | 6   | +7  | Médaille d'argent |  |          |
| 2023  | États-Unis U18    | Championnat du monde -18 ans | 7 | 8  | 9 | 17 | 4   | +16 | Médaille d'or     |  |          |
| 2024  | États-Unis junior | Championnat du monde junior  | 7 | 3  | 3 | 6  | 4   | +2  | Médaille d'or     |  |          |
| 2024  | États-Unis        | Championnat du monde         | 6 | 0  | 1 | 1  | 2   | 0   | 5e place          |  |          |
| 2025  | États-Unis junior | Championnat du monde junior  | 7 | 5  | 5 | 10 | 12  | +10 | Médaille d'or     |  |          |

## Trophées et honneurs personnels

### Championnat du monde des moins de 18 ans
- Médaille d'argent en 2022
- Médaille d'or en 2023